# Saint-Crépin-d'Auberoche
Pour les articles homonymes, voir Saint-Crépin.
Saint-Crépin-d'Auberoche est une commune française située dans le département de la Dordogne, en région Nouvelle-Aquitaine.

## Géographie

### Généralités
Incluse dans l'aire d'attraction de Périgueux, la commune de Saint-Crépin-d'Auberoche se situe à la limite du Périgord noir et du Périgord central.
La route départementale 6089 (l'ancienne route nationale 89) dessert la commune, traversant le village de Saint-Crépin-d'Auberoche qui se situe, en distances orthodromiques, quatorze kilomètres à l'ouest de Thenon et quinze kilomètres au sud-est de Périgueux.
Le sentier de grande randonnée GR 36 tangente le territoire communal à l'est, sur une centaine de mètres, en limite de Milhac-d'Auberoche.

### Communes limitrophes
Saint-Crépin-d'Auberoche est limitrophe de trois autres communes Saint-Geyrac au sud, [Saint-Pierre-de-Chignac] à l'est et Bassillac et Auberoche au nord et à l'est.
|                         |                          | Bassillac et Auberoche |
| Saint-Pierre-de-Chignac | Saint-Crépin-d'Auberoche |                        |
|                         | Saint-Geyrac             |                        |

### Géologie et relief

#### Géologie
Situé sur la plaque nord du Bassin aquitain et bordé à son extrémité nord-est par une frange du Massif central, le département de la Dordogne présente une grande diversité géologique. Les terrains sont disposés en profondeur en strates régulières, témoins d'une sédimentation sur cette ancienne plate-forme marine. Le département peut ainsi être découpé sur le plan géologique en quatre gradins différenciés selon leur âge géologique. Saint-Crépin-d'Auberoche est située dans le troisième gradin à partir du nord-est, un plateau formé de calcaires hétérogènes du Crétacé.
Les couches affleurantes sur le territoire communal sont constituées de formations superficielles du Quaternaire et de roches sédimentaires datant pour certaines du Cénozoïque, et pour d'autres du Mésozoïque. La formation la plus ancienne, notée c4a-c, date du Santonien inférieur à supérieur, composée de calcaires crayeux gris glauconieux en plaquettes évoluant dans le secteur sud avec apparition de silex noirs ou bruns et de rudistes (formation de Saint-Laurent-sur-Manoire). La formation la plus récente, notée CFvs, fait partie des formations superficielles de type colluvions carbonatées de vallons secs : sable limoneux à débris calcaires et argile sableuse à débris. Le descriptif de ces couches est détaillé dans  la feuille « no 783 - Thenon » de la carte géologique au 1/50 000 de la France métropolitaine, et sa notice associée.

Carte géologique de Saint-Crépin-d'Auberoche.

#### Relief et paysages
Le département de la Dordogne se présente comme un vaste plateau incliné du nord-est (491 m, à la forêt de Vieillecour dans le Nontronnais, à Saint-Pierre-de-Frugie) au sud-ouest (2 m à Lamothe-Montravel). L'altitude du territoire communal varie quant à elle entre 140 mètres à l'ouest, là où le Manoire quitte la commune et entre sur celle de Saint-Pierre-de-Chignac, et 241 mètres au nord, au lieu-dit Petit Vertiol.
Dans le cadre de la Convention européenne du paysage entrée en vigueur en France le 1er juillet 2006, renforcée par la loi du 8 août 2016 pour la reconquête de la biodiversité, de la nature et des paysages, un atlas des paysages de la Dordogne a été élaboré sous maîtrise d’ouvrage de l’État et publié en octobre 2020. Les paysages du département s'organisent en huit unités paysagères,. La commune fait partie du Périgord central, un paysage vallonné, aux horizons limités par de nombreux bois, plus ou moins denses, parsemés de prairies et de petits champs.
La superficie cadastrale de la commune publiée par l'Insee, qui sert de référence dans toutes les statistiques, est de 9,56 km2,. La superficie géographique, issue de la BD Topo, composante du Référentiel à grande échelle produit par l'IGN, est quant à elle de 9,82 km2.

### Hydrographie

#### Réseau hydrographique
La commune est située dans le bassin de la Dordogne au sein du Bassin Adour-Garonne. Elle est drainée par le Manoire,.
Le Manoire, d'une longueur totale de 27,07 km, prend sa source dans la commune de Thenon et se jette dans l'Isle en rive gauche à Lesparat, à Boulazac Isle Manoire, face à Trélissac,. Il traverse la commune d'est en ouest sur près de trois kilomètres.

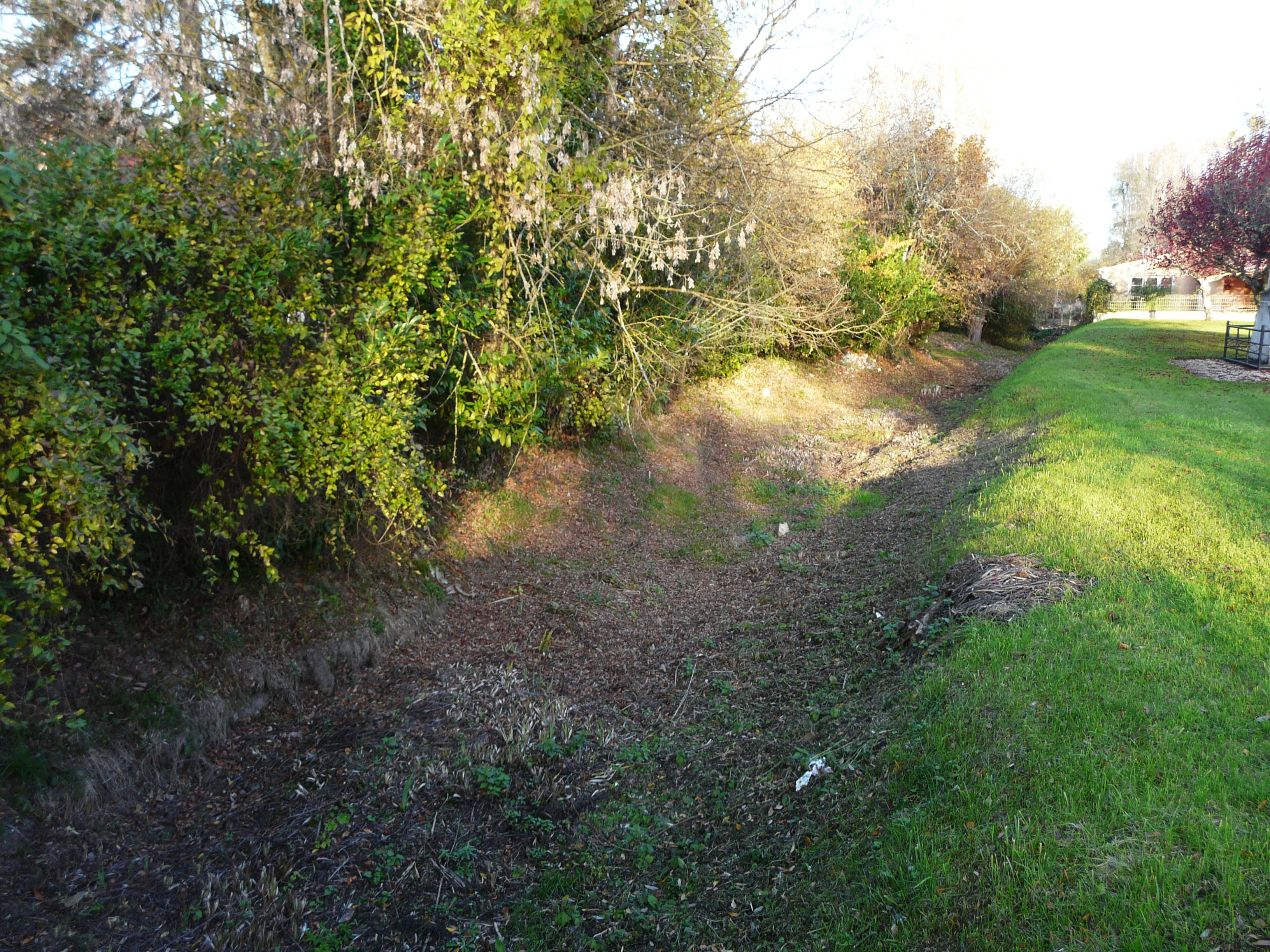
Le lit du Manoire à sec à Saint-Crépin-d'Auberoche.
Réseaux hydrographique et routier de Saint-Crépin-d'Auberoche.

#### Gestion et qualité des eaux
Le territoire communal est couvert par le schéma d'aménagement et de gestion des eaux (SAGE) « Isle - Dronne ». Ce document de planification, dont le territoire regroupe les bassins versants de l'Isle et de la Dronne, d'une superficie de 7 500 km2, a été approuvé le 2 août 2021. La structure porteuse de l'élaboration et de la mise en œuvre est l'établissement public territorial de bassin de la Dordogne (EPIDOR). Il définit sur son territoire les objectifs généraux d’utilisation, de mise en valeur et de protection quantitative et qualitative des ressources en eau superficielle et souterraine, en respect des objectifs de qualité définis dans le troisième SDAGE  du Bassin Adour-Garonne qui couvre la période 2022-2027, approuvé le 10 mars 2022.
La qualité des eaux de baignade et des cours d’eau peut être consultée sur un site dédié géré par les agences de l’eau et l’Agence française pour la biodiversité.

### Climat
Pour des articles plus généraux, voir Climat de la Nouvelle-Aquitaine et Climat de la Dordogne.
En 2010, le climat de la commune est de type climat océanique altéré, selon une étude s'appuyant sur une série de données couvrant la période 1971-2000. En 2020, Météo-France publie une typologie des climats de la France métropolitaine dans laquelle la commune est toujours exposée à un climat océanique altéré et est dans la région climatique  Aquitaine, Gascogne, caractérisée par une pluviométrie abondante au printemps, modérée en automne, un faible ensoleillement au printemps, un été chaud (19,5 °C), des vents faibles, des brouillards fréquents en automne et en hiver et des orages fréquents en été (15 à 20 jours).
Pour la période 1971-2000, la température annuelle moyenne est de 12,2 °C, avec  une amplitude thermique annuelle de 15,1 °C. Le cumul annuel moyen de précipitations est de 946 mm, avec 12,5 jours de précipitations en janvier et 7,3 jours en juillet. Pour la période 1991-2020, la température moyenne annuelle observée sur la station météorologique la plus proche, située sur la commune de Bassillac et Auberoche à 4 km à vol d'oiseau, est de 13,1 °C et le cumul annuel moyen de précipitations est de 480,0 mm. Pour l'avenir, les paramètres climatiques de la commune estimés pour 2050 selon différents scénarios d’émission de gaz à effet de serre sont consultables sur un site dédié publié par Météo-France en novembre 2022.

## Urbanisme

### Typologie
Au 1er janvier 2024, Saint-Crépin-d'Auberoche est catégorisée commune rurale à habitat très dispersé, selon la nouvelle grille communale de densité à 7 niveaux définie par l'Insee en 2022.
Elle est située hors unité urbaine. Par ailleurs la commune fait partie de l'aire d'attraction de Périgueux, dont elle est une commune de la couronne,. Cette aire, qui regroupe 49 communes, est catégorisée dans les aires de 50 000 à moins de 200 000 habitants,.

### Occupation des sols
L'occupation des sols de la commune, telle qu'elle ressort de la base de données européenne d’occupation biophysique des sols Corine Land Cover (CLC), est marquée par l'importance des forêts et milieux semi-naturels (51,9 % en 2018), une proportion identique à celle de 1990 (51,9 %). La répartition détaillée en 2018 est la suivante : 
forêts (49,1 %), zones agricoles hétérogènes (41,2 %), prairies (4,4 %), milieux à végétation arbustive et/ou herbacée (2,8 %), terres arables (2,6 %). L'évolution de l’occupation des sols de la commune et de ses infrastructures peut être observée sur les différentes représentations cartographiques du territoire : la carte de Cassini (XVIIIe siècle), la carte d'état-major (1820-1866) et les cartes ou photos aériennes de l'IGN pour la période actuelle (1950 à aujourd'hui).

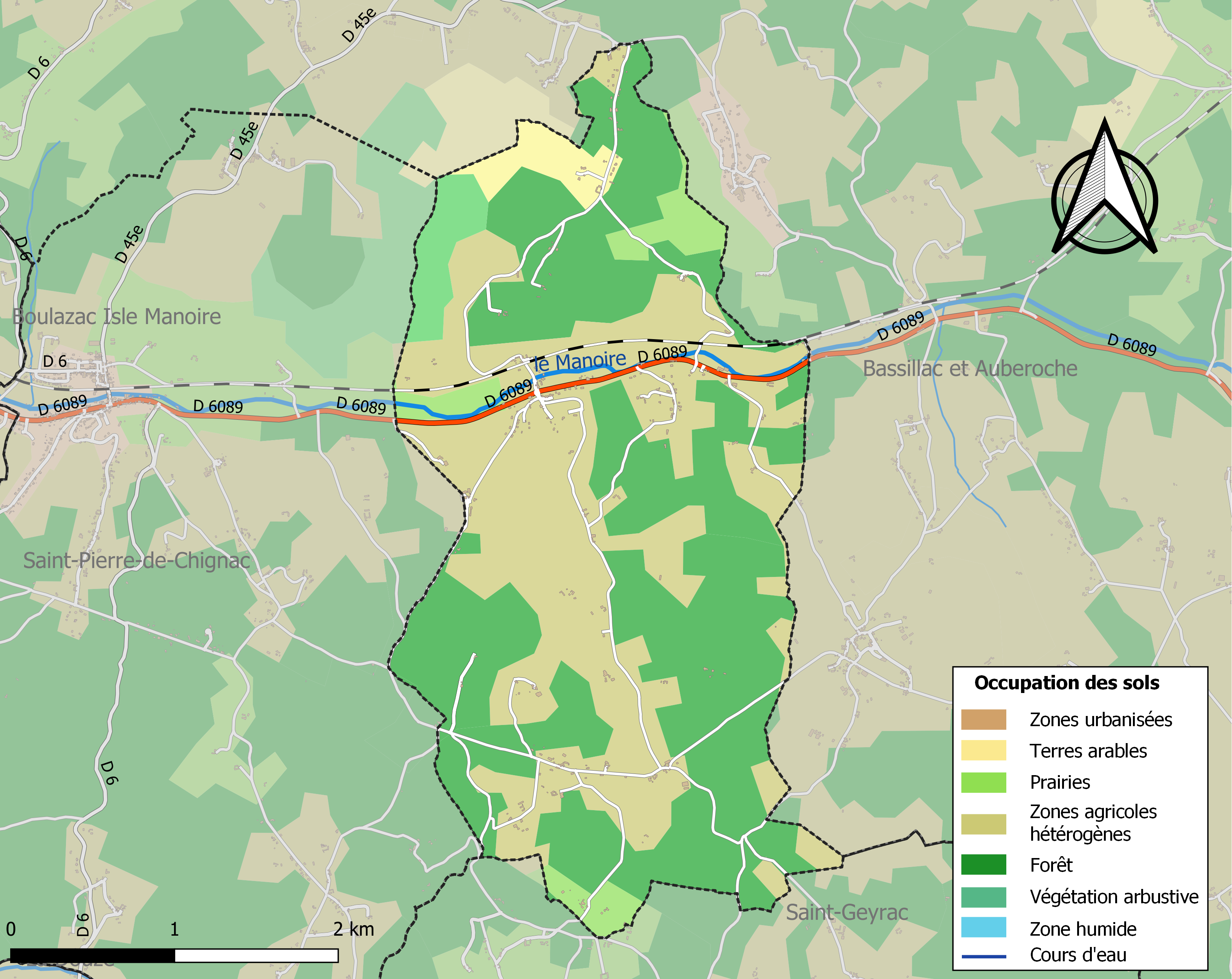
Carte des infrastructures et de l'occupation des sols de la commune en 2018 (CLC).

### Villages, hameaux et lieux-dits
Outre le bourg de Saint-Crépin-d'Auberoche proprement dit, la commune se compose d'autres villages ou hameaux, ainsi que de lieux-dits :
- Bas Russa
- la Basse Picaudie
- la Bombarie
- la Borie
- Chabaneix
- la Charbonnière
- le Cluzeau
- Combas
- Font de Vertiol
- Fontaine de Chabaneix
- la Forêt
- la Gaillardie
- la Gassia
- les Gillerdies
- le Grand Chemin
- Haut Russa
- l'Hébrardie
- Lac Berche
- Maison Neuve
- la Merlatie
- le Pech du Lys
- Petit Vertiol
- le Pey du Luc
- la Picaudie
- le Pigeonnier
- le Pinier
- la Place Ronde
- Puygolfier
- la Queue du Pré
- la Renaudie
- la Sigonie
- la Tuilière
- la Tuilière Basse.

### Prévention des risques
Le territoire de la commune de Saint-Crépin-d'Auberoche est vulnérable à différents aléas naturels : météorologiques (tempête, orage, neige, grand froid, canicule ou sécheresse), inondations, feux de forêts, mouvements de terrains et séisme (sismicité très faible). Il est également exposé à un risque technologique, le transport de matières dangereuses. Un site publié par le BRGM permet d'évaluer simplement et rapidement les risques d'un bien localisé soit par son adresse soit par le numéro de sa parcelle.

#### Risques naturels

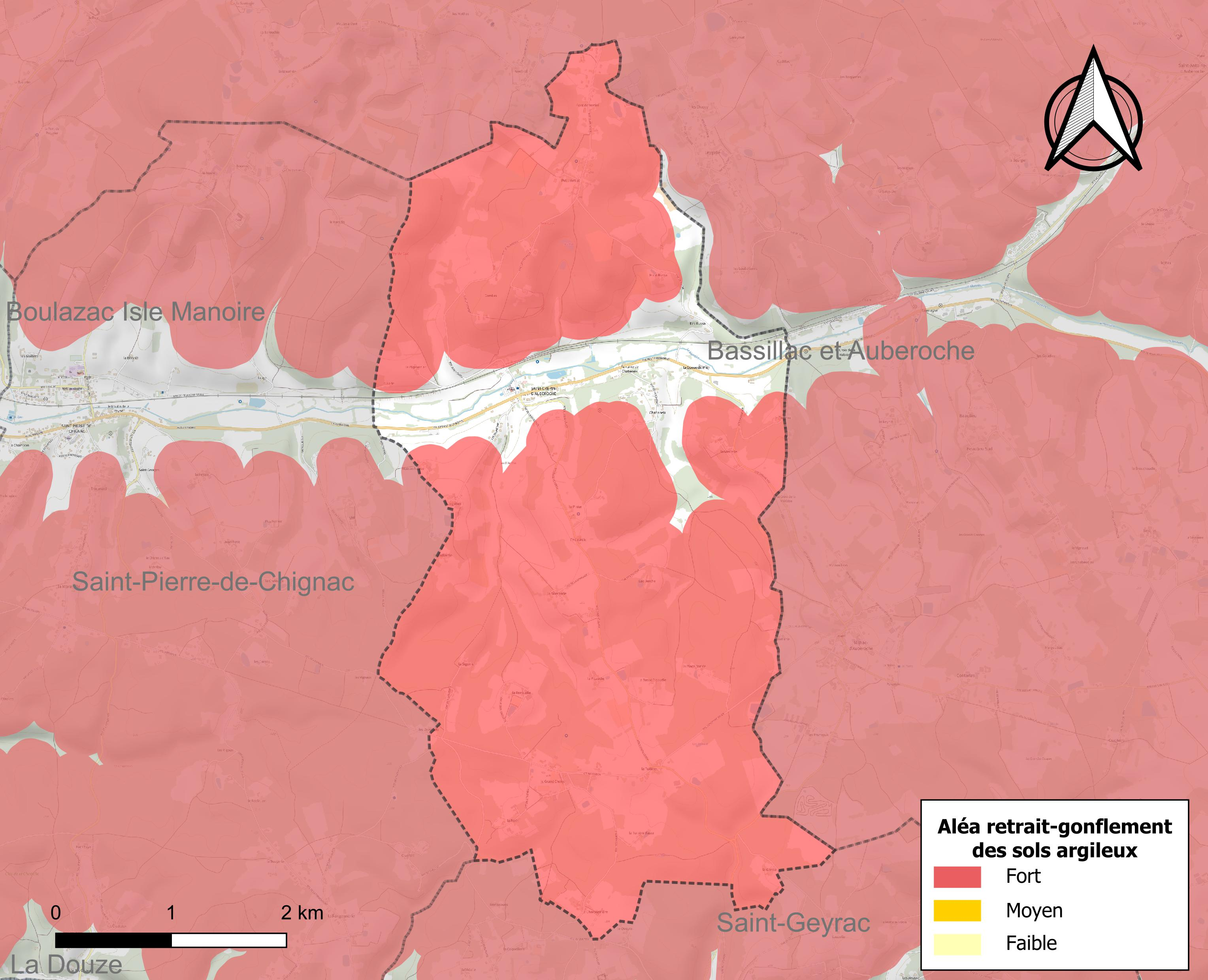
Carte des zones d'aléa retrait-gonflement des sols argileux de Saint-Crépin-d'Auberoche.

Certaines parties du territoire communal sont susceptibles d’être affectées par le risque d’inondation par débordement de cours d'eau, notamment le Manoire. La commune a été reconnue en état de catastrophe naturelle au titre des dommages causés par les inondations et coulées de boue survenues en 1982, 1983 et 1999,. Le risque inondation est pris en compte dans l'aménagement du territoire de la commune par le biais du plan de prévention des risques inondation (PPRI) de la « vallée du Manoire »  prescrit le 11 mai 2010 et  approuvé le 6 avril 2012, pour les crues du Manoire,.
Saint-Crépin-d'Auberoche est exposée au risque de feu de forêt. L’arrêté préfectoral du 14 mars 2013 fixe les conditions de pratique des incinérations et de brûlage dans un objectif de réduire le risque de départs d’incendie. À ce titre, des périodes sont déterminées : interdiction totale du 15 février au 15 mai et du 15 juin au 15 octobre, utilisation réglementée du 16 mai au 14 juin et du 16 octobre au 14 février. En septembre 2020, un plan inter-départemental de protection des forêts contre les incendies (PidPFCI) a été adopté pour la période 2019-2029,.
Les mouvements de terrains susceptibles de se produire sur la commune sont des tassements différentiels. Le retrait-gonflement des sols argileux est susceptible d'engendrer des dommages importants aux bâtiments en cas d’alternance de périodes de sécheresse et de pluie. 85,7 % de la superficie communale est en aléa moyen ou fort (58,6 % au niveau départemental et 48,5 % au niveau national métropolitain). Depuis le 1er octobre 2020, en application de la loi ÉLAN, différentes contraintes s'imposent aux vendeurs, maîtres d'ouvrages ou constructeurs de biens situés dans une zone classée en aléa moyen ou fort,.
La commune a été reconnue en état de catastrophe naturelle au titre des dommages causés par la sécheresse en 1989, 1992, 1995 et 2011 et par des mouvements de terrain en 1999.

## Toponymie

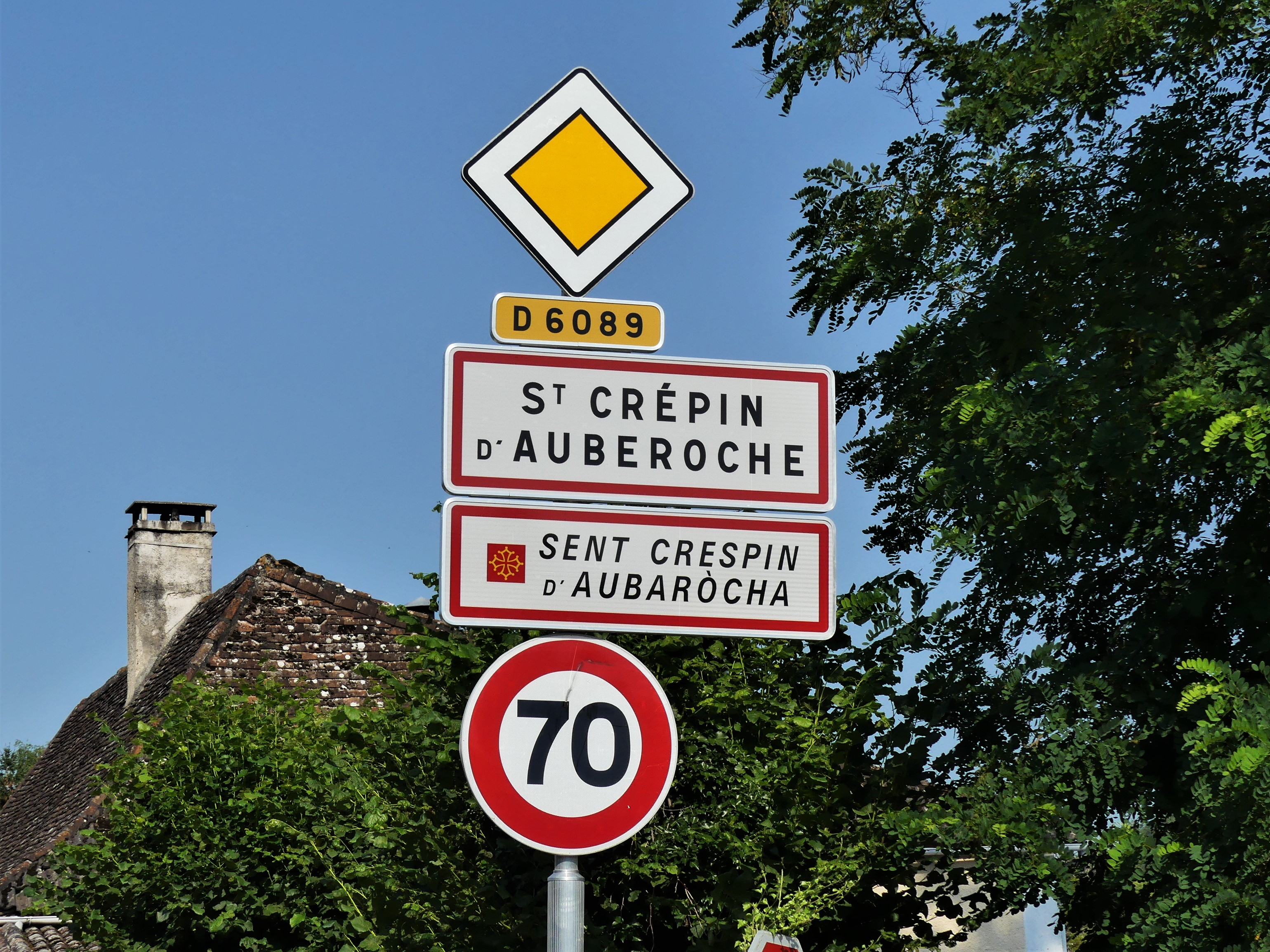
Panneaux d'entrée en français et occitan.

Le nom de la commune fait référence à saint Crépin, martyr au IIIe siècle. La seconde partie du nom s'explique par son appartenance à l'ancienne châtellenie d'Auberoche.
En occitan limousin, la commune porte le nom de Sent Crespin d'Aubaròcha ou Sent Crespin d'Auba Ròcha.

## Histoire
La première mention écrite connue du lieu apparaît au XIIIe siècle sous la forme Sanctus Crispinus.
Au XIVe siècle, Saint-Crépin (Saint Crespi) faisait partie de la châtellenie d'Auberoche.
Les 24 et 25 août 1594, le vicomte Arnaud de Bourdeille, gouverneur du Périgord, et sa troupe mettent en déroute les croquants à Saint-Crépin,.

## Politique et administration

### Rattachements administratifs et électoraux
Dès 1790, la commune de Saint-Crépin-d'Auberoche a été rattachée au canton de Saint-Pierre-de-Chignac qui dépendait du district de Perigueux jusqu'en 1795, date de suppression des districts. En 1801, ce canton est rattaché à l'arrondissement de Périgueux.
Dans le cadre de la réforme de 2014 définie par le décret du 21 février 2014, ce canton disparaît aux élections départementales de mars 2015. La commune est alors rattachée au canton d'Isle-Manoire, dont le bureau centralisateur  est fixé à  Boulazac.

### Intercommunalité
En 2001, Saint-Crépin-d'Auberoche intègre dès sa création la communauté de communes Isle Manoire en Périgord. Celle-ci est dissoute au 31 décembre 2013 et remplacée au 1er janvier 2014 par une intercommunalité élargie, Le Grand Périgueux.

### Administration municipale
La population de la commune étant comprise entre 100 et 499 habitants au recensement de 2017, onze conseillers municipaux ont été élus en 2020,.

### Liste des maires

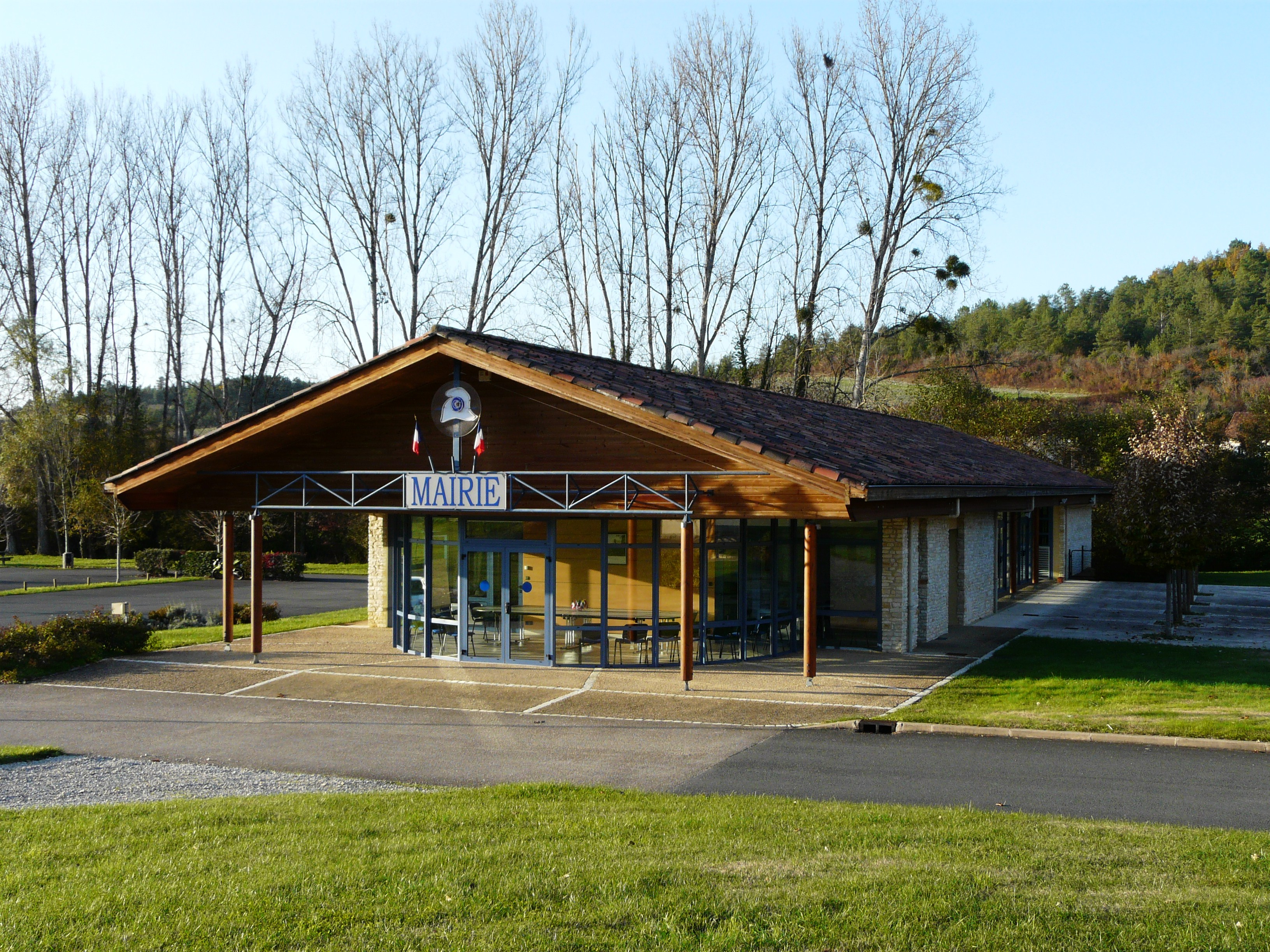
La mairie.

| Période                                  | Période  | Identité      | Étiquette | Qualité                |
| ---------------------------------------- | -------- | ------------- | --------- | ---------------------- |
| Les données manquantes sont à compléter. |          |               |           |                        |
|                                          |          |               |           |                        |
| avant 1981                               | ?        | Pierre Labrue |           |                        |
|                                          |          |               |           |                        |
| juin 1995 (réélu en mai 2020)            | En cours | Clovis Tallet | SE        | Contrôleur territorial |

### Jumelages
Valderredible (Espagne) depuis 2019

## Équipements et services publics

### Justice
Dans le domaine judiciaire, Saint-Crépin-d'Auberoche relève : 
- du tribunal judiciaire, du tribunal pour enfants, du conseil de prud'hommes et du tribunal de commerce de Périgueux ;
- du pôle Nationalité du tribunal judiciaire de Périgueux (compétent uniquement dans le domaine de la nationalité) ;
- de la cour d'appel, du tribunal administratif et de la  cour administrative d'appel de Bordeaux.

## Population et société

### Démographie
Les habitants de Saint-Crépin-d'Auberoche se nomment les Saint-Crépinois.
L'évolution du nombre d'habitants est connue à travers les recensements de la population effectués dans la commune depuis 1793. Pour les communes de moins de 10 000 habitants, une enquête de recensement portant sur toute la population est réalisée tous les cinq ans, les populations de référence des années intermédiaires étant quant à elles estimées par interpolation ou extrapolation. Pour la commune, le premier recensement exhaustif entrant dans le cadre du nouveau dispositif a été réalisé en 2005.

En 2022, la commune comptait 336 habitants, en évolution de −3,45 % par rapport à 2016 (Dordogne : +0,37 %, France hors Mayotte : +2,11 %).
| 1793 | 1800 | 1806 | 1821 | 1831 | 1836 | 1841 | 1846 | 1851 |
| ---- | ---- | ---- | ---- | ---- | ---- | ---- | ---- | ---- |
| 289  | 234  | 247  | 280  | 284  | 323  | 312  | 357  | 345  |

| 1856 | 1861 | 1866 | 1872 | 1876 | 1881 | 1886 | 1891 | 1896 |
| ---- | ---- | ---- | ---- | ---- | ---- | ---- | ---- | ---- |
| 347  | 369  | 365  | 347  | 379  | 396  | 390  | 401  | 353  |

| 1901 | 1906 | 1911 | 1921 | 1926 | 1931 | 1936 | 1946 | 1954 |
| ---- | ---- | ---- | ---- | ---- | ---- | ---- | ---- | ---- |
| 349  | 366  | 352  | 298  | 290  | 293  | 269  | 283  | 263  |

| 1962 | 1968 | 1975 | 1982 | 1990 | 1999 | 2005 | 2006 | 2010 |
| ---- | ---- | ---- | ---- | ---- | ---- | ---- | ---- | ---- |
| 246  | 191  | 175  | 237  | 229  | 227  | 261  | 273  | 294  |

| 2015 | 2020 | 2022 | - | - | - | - | - | - |
| ---- | ---- | ---- | - | - | - | - | - | - |
| 341  | 335  | 336  | - | - | - | - | - | - |

## Économie

### Emploi
En 2015, parmi la population communale comprise entre 15 et 64 ans, les actifs représentent 140 personnes, soit 41,1 % de la population municipale. Le nombre de chômeurs (dix-huit) a fortement augmenté par rapport à 2010 (cinq) et le taux de chômage de cette population active s'établit à 12,9 %.

### Établissements
Au 31 décembre 2015, la commune compte vingt établissements, dont dix au niveau des commerces, transports ou services, quatre dans la construction, trois relatifs au secteur administratif, à l'enseignement, à la santé ou à l'action sociale, deux dans l'agriculture, la sylviculture ou la pêche, et un dans l'industrie.

## Culture locale et patrimoine

### Lieux et monuments
- Église Saint-Crépin[61], avec clocher et clocher-mur.
- Deux manoirs sont situés au sud et au nord de l'église.
- Chartreuse du Pinier[62], ou manoir du Pinier[63].
- Chartreuse de Vertiol, du XIXe siècle, au lieu-dit Petit Vertiol[64],[65].

## Galerie de photos

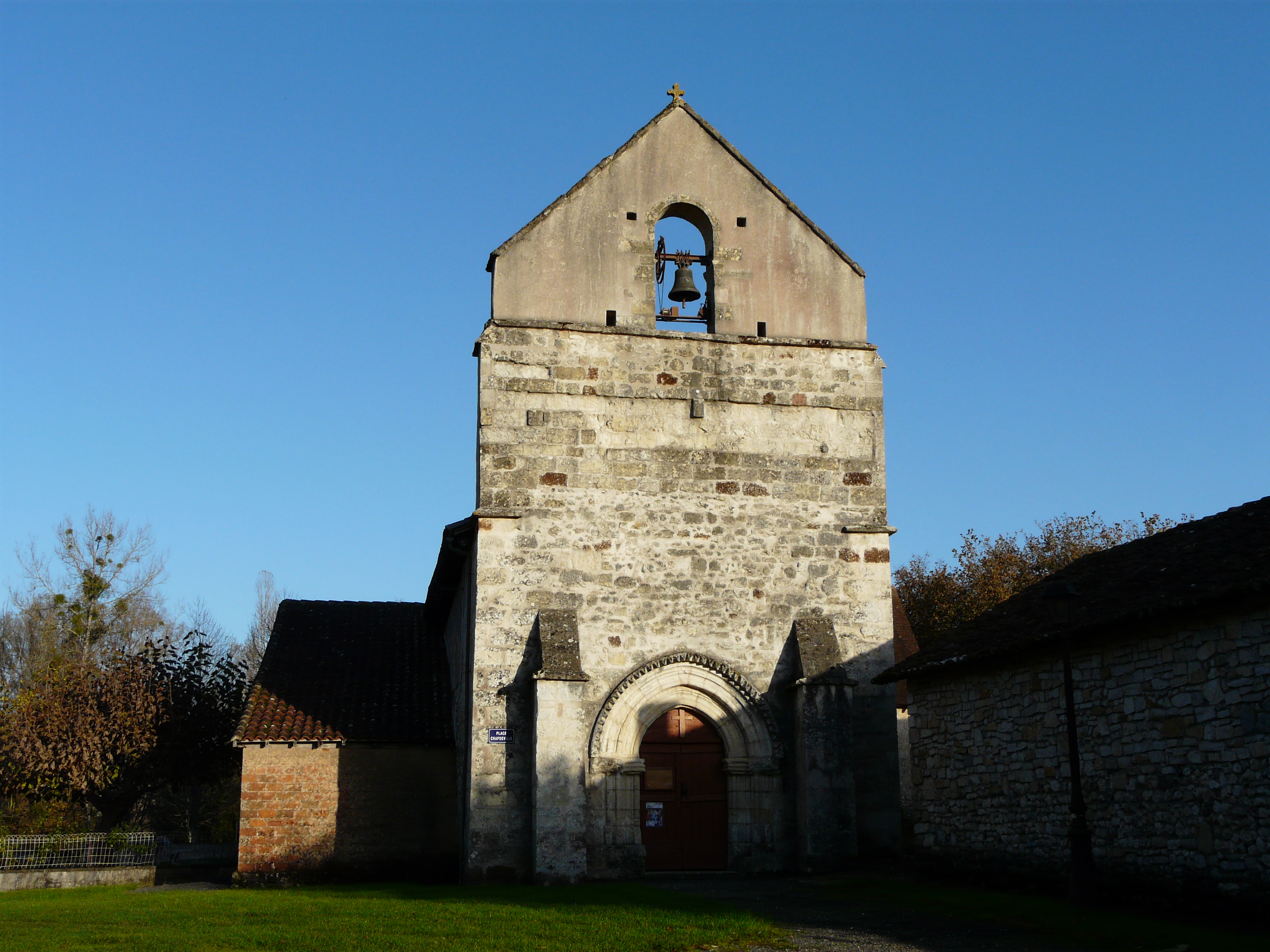
La façade ouest de l'église Saint-Crépin.
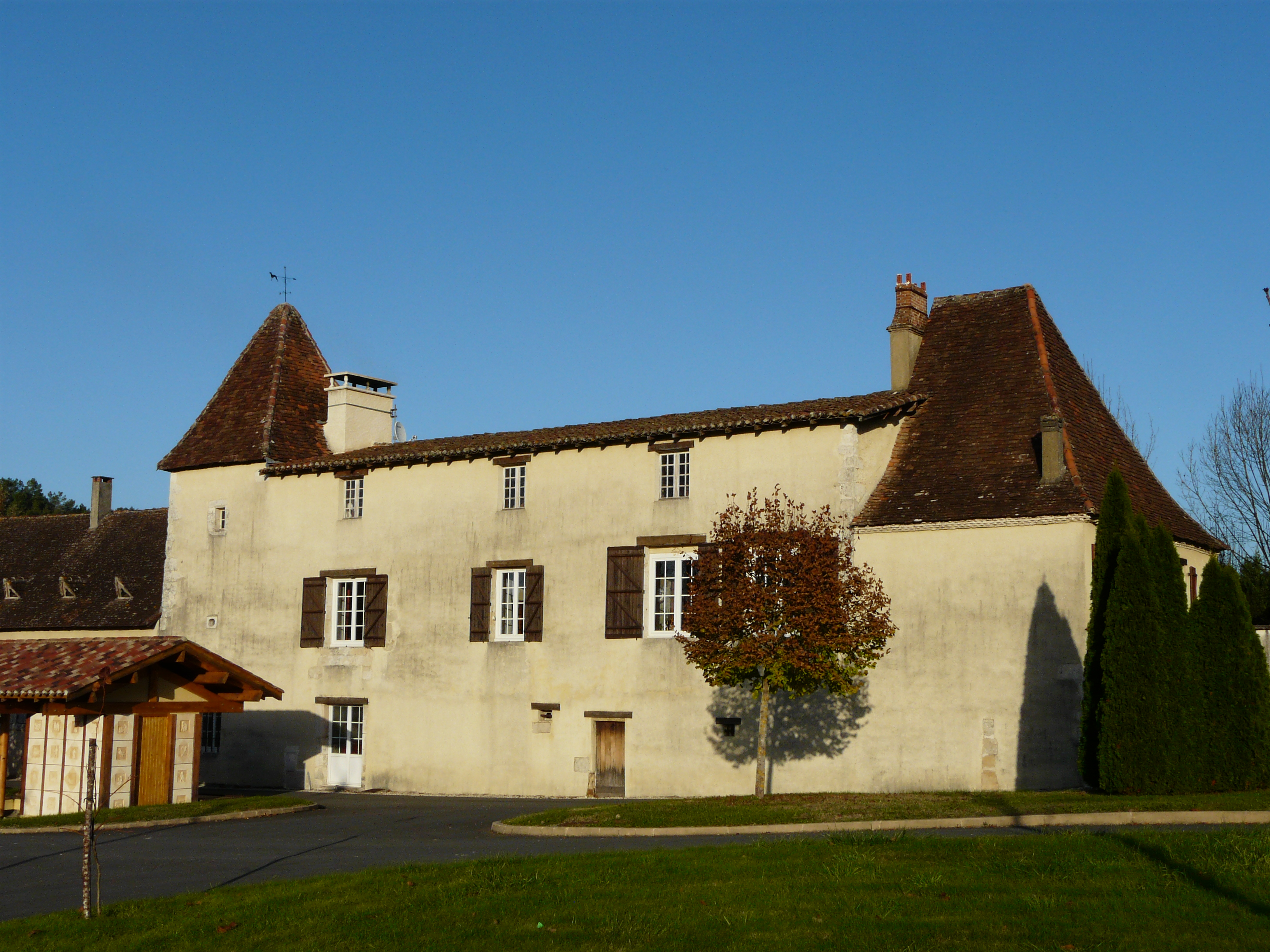
Manoir au sud de l'église.
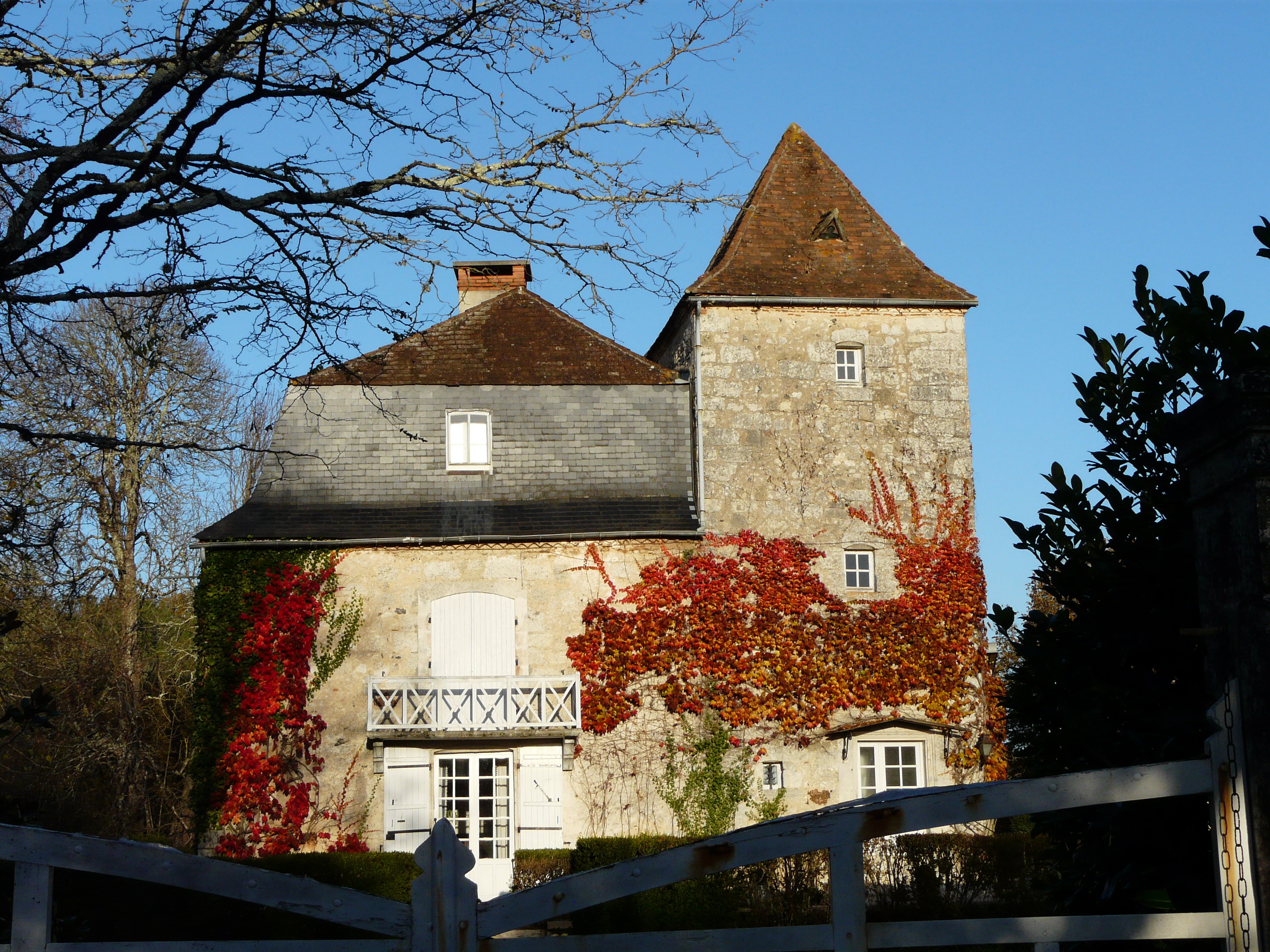
Manoir au nord de l'église.
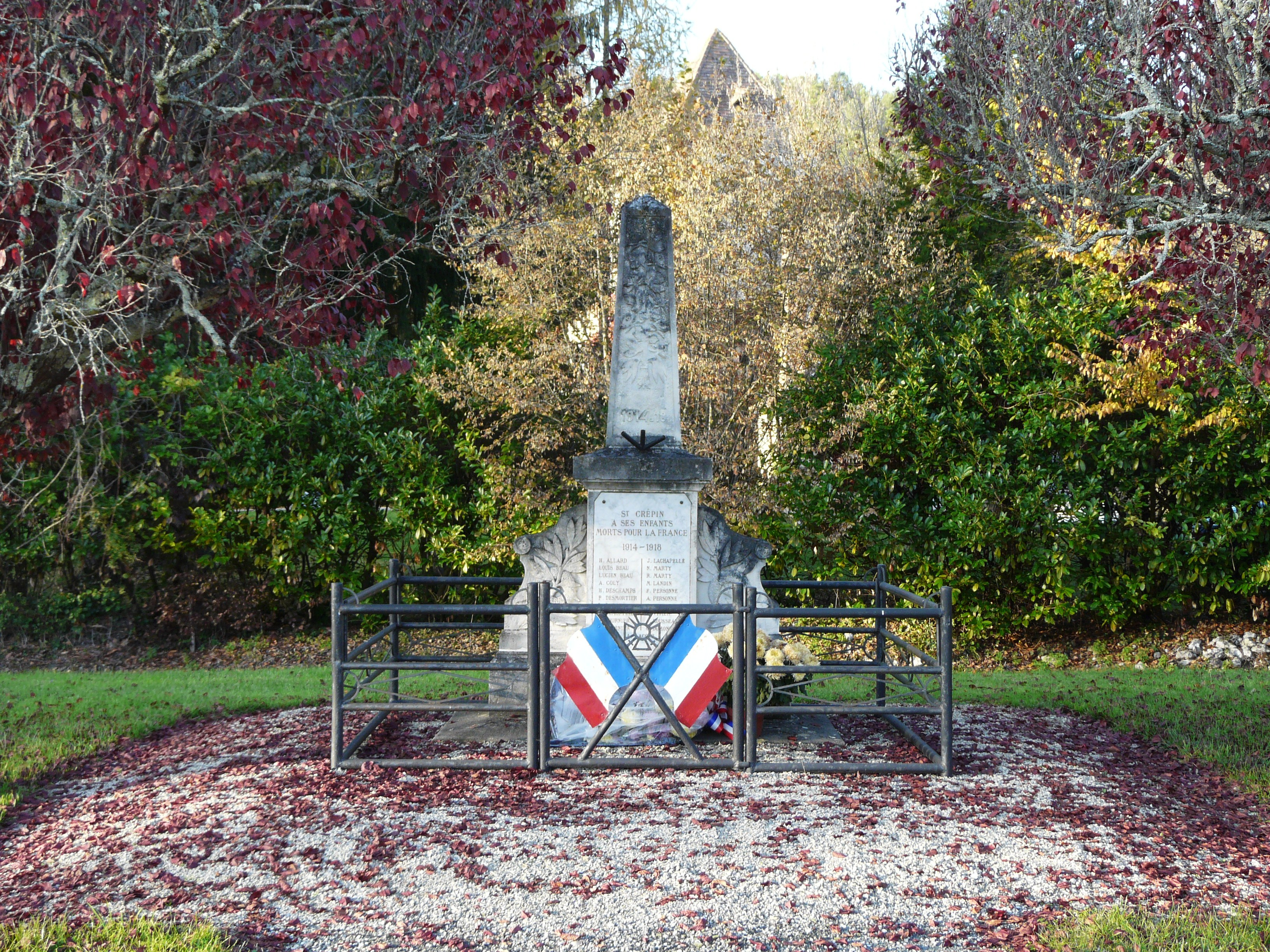
Le monument aux morts.

### Héraldique
Pour un article plus général, voir Armorial des communes de la Dordogne.
| Blason de Saint-Crépin-d'Auberoche | Blason  | Tiercé en pairle renversé : au 1) de sinople à un marteau de cordonnier contourné d'argent emmanché d'or ; au 2) d'or au lion de gueules surmonté de trois quintefeuilles d'azur rangées en fasce ; au 3) d'azur à un chêne d'argent soutenu d'une divise ondée du même. |
| Blason de Saint-Crépin-d'Auberoche | Détails | Création J-F Binon. Adoption le 15 mai 2023. |

### Distinction culturelle
- Saint-Crépin-d'Auberoche fait partie des communes ayant reçu l’étoile verte espérantiste, distinction remise aux maires de communes recensant des locuteurs de la langue construite espéranto.

## Pour approfondir